# 羽毛

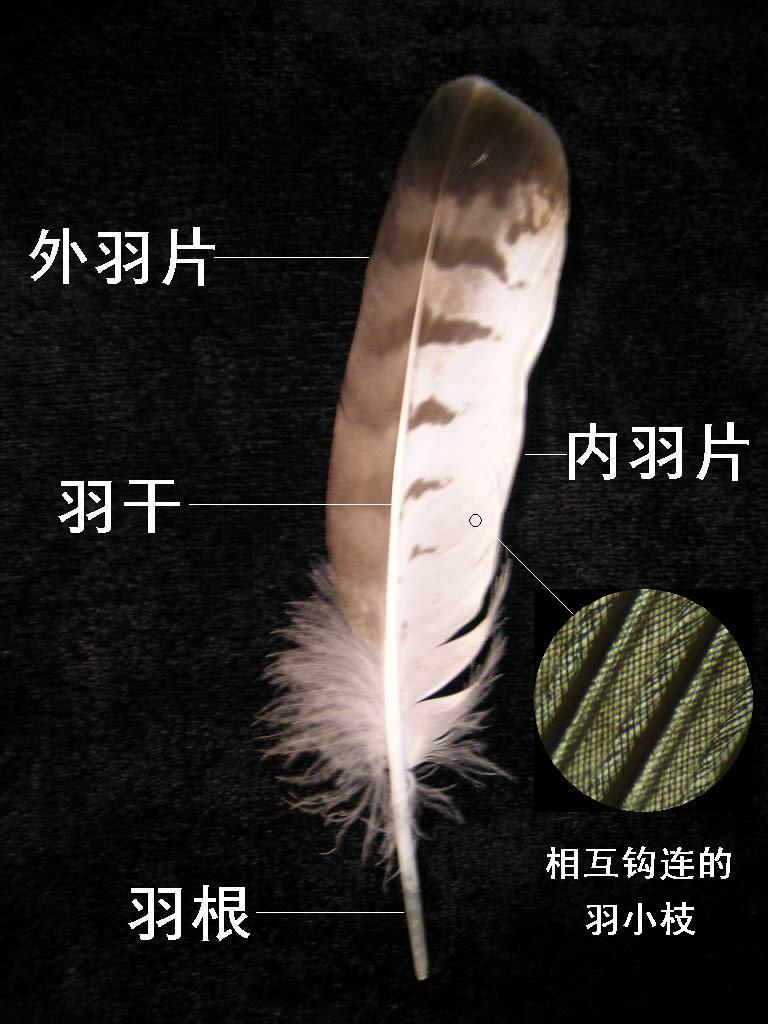
羽毛的结构

羽毛是鸟类及一些獸腳亞目恐龍特有的结构，是表皮的角质化衍生物。曾经被认为其与爬行类的鳞片同源，但自从大量帶羽恐龙化石被发掘和研究以来，这一观点被主流古生物学界所推翻。羽毛的真正起源至今仍没有定论。

## 特点、功能
不同鳥種有不同數量的羽毛。一些鳥類羽毛較少，例如蜂鳥，或少至940枚；大部分的鳴禽則有約2000至4000枚羽毛。鸟类的羽毛在体表形成隔热层，除了保持体温，亦能起散熱的作用。羽毛本身可以保护皮肤，而其颜色和斑纹除了作為保护色，同時也能幫助鳥辨認同類、顯示地位、傳達訊息和威嚇敵人。羽毛是令鸟类能夠飞行的重要结构。有些部位的羽毛有触觉功能。

## 结构

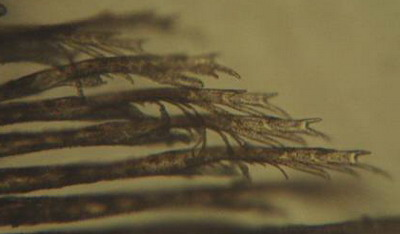
羽小钩

正羽由羽轴及两侧的羽片（又名羽瓣）构成，羽轴的下部不具羽片的部分称为羽柄或羽根。羽柄深入皮肤内。羽片与羽柄交界处的覆面有一个孔称为上脐，上脐下着生一簇发育不全的小羽毛，称为副羽。羽轴上部自上脐以上的部分称为羽幹，其两侧为羽片。羽片由一系列斜着排列的平行的羽枝所构成，羽枝上又斜生着平行的羽小枝。近列的羽小枝具凸缘，远列的具羽小钩。羽小钩相互钩节后羽枝排列整齐，使羽片严密。鸟经常梳理羽毛就是要让羽小枝重新钩合。
羽毛的颜色丰富多彩，成色主要有以下两种方式：
- 结构色：由于羽毛上皮表面的凹凸沟纹、羽小枝内的小颗粒、气泡和液泡等对光线所起的折射和干涉作用而形成的色彩。常见的各种金属光泽就数以这种光学效应。
- 色素色：有各种色素在羽毛发生时沉积而形成的颜色。主要有黑色素和脂色素两类。

### 按着生部位

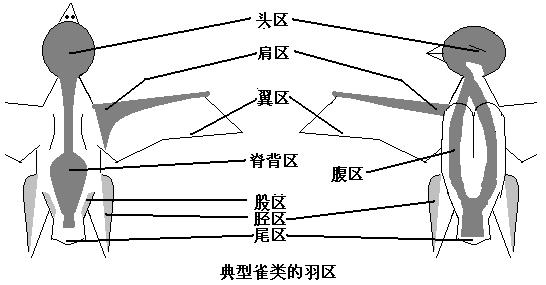

原始鸟类的羽毛可能是均匀着生在体表，现在的一些种类如企鹅、鸵鸟、叫鸭和鼠鸟目的鸟也是如此。但绝大多数鸟类的羽毛着生在体表的一定区域，称为羽区，各羽区之间不着生羽毛的地方被称为裸区。
- 飞羽：翼区后缘所着生的一列坚韧强大的羽毛，牢固“锚定”在骨骼后缘。在振翅时整体挥动，拍击空气。飞羽的数目和形态是鸟类分类的重要依据。
  - 初级飞羽：着生在腕骨、掌骨和指骨上的飞羽。多数雀形目鸟有9-10枚，非雀形目鸟为10枚。国际上通常以鸟类飞羽更换的顺序自内向翅尖逐次计数，而中国传统的计数方法与之相反。
  - 次级飞羽：着生在尺骨（前臂部）上的飞羽。通常为10-20枚，但也有个别种种类有较大差异。计数方法是从远端向内侧。
  - 三级飞羽：表示最内侧的一些有特征形的飞羽，目前这个名词已很少使用。
- 尾羽：尾区着生着的一列羽毛，左右对称，一般10或12枚。在飞行中起平衡和控制方向的作用。
- 覆羽：鸟的翼、尾羽背腹面成覆瓦状的较短羽毛，於翅膀表面成流线型，有利于减小飞行的阻力。

### 按特征
- 正羽（Pennaceous feather）：覆盖鸟类体表的主要的羽毛，飞羽 和尾羽 都是特化的正羽；對海水的附著力最小而產生氣泡進而減少摩擦力，例如企鵝的羽毛。
- 绒羽（Down feather）：密生在成鸟的正羽下面，羽小枝上不具羽钩或缺失，羽幹短小或缺失，羽制成簇的从羽柄顶部伸出，使整个羽毛蓬松柔软，是体表有效的隔热层。
  - 雏绒羽：雏鸟破壳后体表所覆的绒羽，在早成雏中发达，而晚成雏中稀疏，甚至全无。雏绒羽完全不具羽小钩。

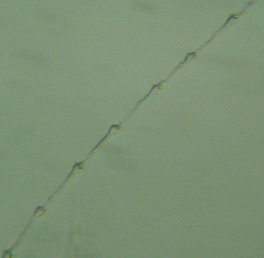
纤羽

- 半绒羽：介于绒羽与正羽之间的一种羽毛，具正羽的结构但缺乏羽小钩和凸缘，因此像绒羽一样蓬松。一般分布于正羽之下。
- 毛羽或纤羽：散在正羽及绒羽之间，羽幹细长，顶端有少许羽枝及羽小枝。毛羽的基本功能是触觉。
- 粉䎃[3]：特化的绒羽，终生生长而不脱换，端部的羽枝和羽小枝不断破碎为粉状颗粒，有助于清除正羽上的污物。鹭类的粉䎃发达，在胸腹及胁部成斑块分布。鹰和鹦鹉的粉䎃分布于全身。通常缺乏尾脂腺的鸟类多有发达的粉䎃。

## 羽毛的产生

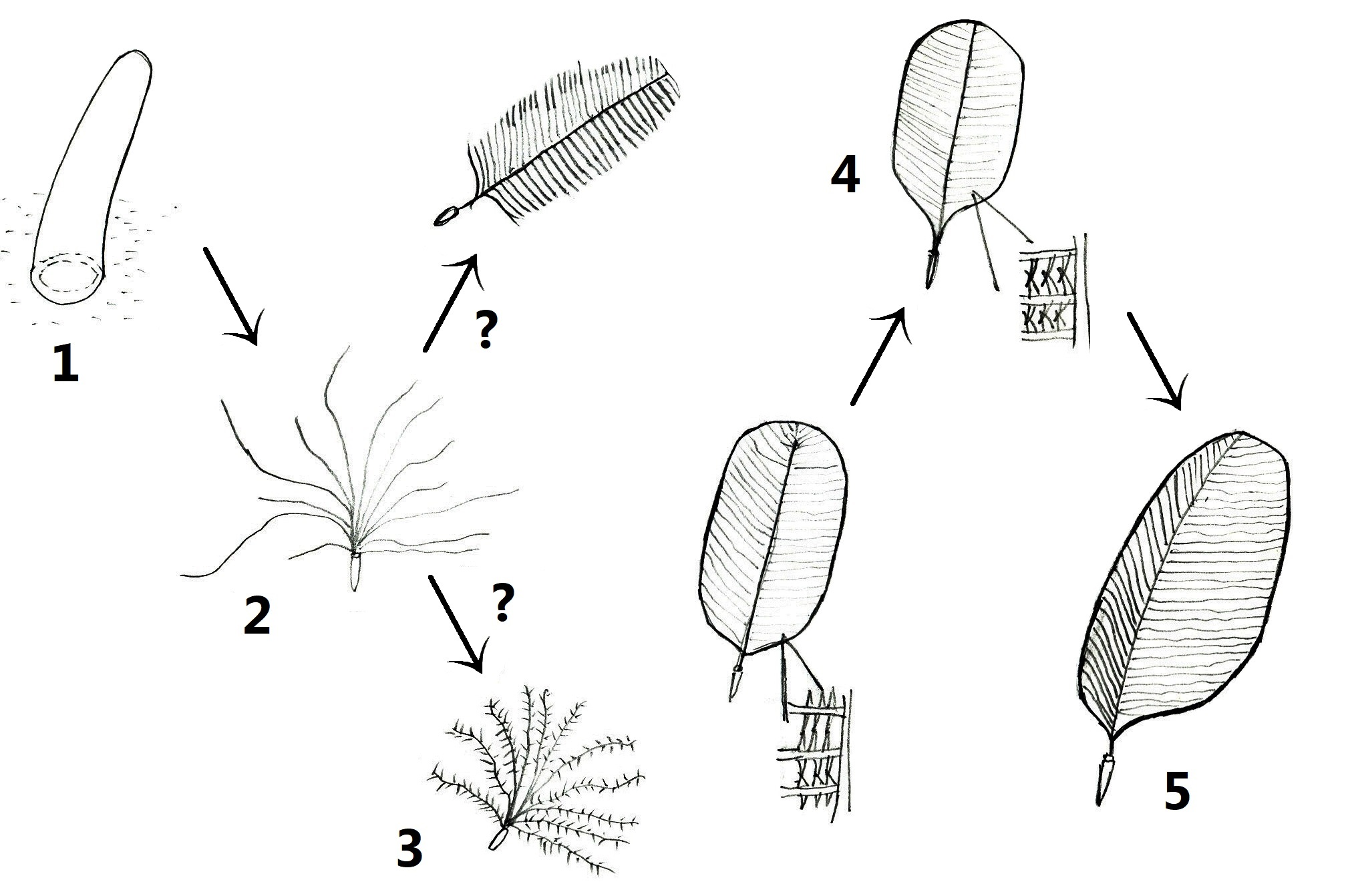
羽毛进化可能的五个阶段

有學者提出，羽毛的发生进化可能分为五个阶段。请见右图。
- 第一阶段，表皮形成一个中空的突起。
- 第二阶段，出现松散的羽小枝，但羽小枝不带小钩。羽小枝共有一羽芯。
- 第三阶段，羽毛成为平整的芭蕉扇状，羽小枝间带小钩，但羽小枝仍未相编织。有两种可能的方向。第一可能是，从第二阶段发展出芭蕉扇状羽毛，但羽小枝之间不带小钩，羽小枝在中央形成一羽干。第二种可能则是，羽毛仍呈松散羽小枝状，但羽小枝间已出现小钩。
- 第四阶段，羽小枝互相编织。内外羽片大小相当。
- 第五阶段，羽毛呈不对称状，外羽片小，内羽片大。

## 换羽
因为大多数的羽毛都会损坏，所以鸟类要定期换羽，旧的羽毛脱落，新的羽毛就长出来。对于大多数鸟类而言，飞羽和尾羽的更换按照一定的规律、顺序进行，所以鸟不会失去飞行能力。有些家禽如鸡鸭鹅，尽管他们中的一些品种已经失去了飞行能力或者只能在很短的距离飞行，但是他们换羽的习性并没有改变。

## 羽毛的保护
鸟类经常修整它的羽毛以保持清洁、松软，主要方式有：
- 涂油：以喙啄取尾脂腺分泌的油脂来涂布全身的正羽，借油脂疏水的特点来防止羽毛入水湿透。
- 水浴：通常是弄湿羽毛但并非浸透，所以鳥兒喜歡在淺及慢的水流中進行水浴。
- 尘浴或沙浴：鸡形目及荒漠中的鸟或难以觅到水源的鸟把沙土拍打在身上，有助于驱逐体外寄生虫，亦可使羽毛乾爽。
- 蚁浴：雀形目的许多鸟類(如椋鳥)有拣拾蚂蚁放在身上的行为，通过蚂蚁应激反应释放的蚁酸来杀灭寄生虫。另一些鳥類(如烏鴉及松鴉)並不會主動拣拾蚂蚁，而會站在蚁穴上，讓蚂蚁走往身中。
- 日光浴：會在日光下伸展翅膀及尾部，可使羽毛乾爽及增加體温，像普通鸬鹚便會經常进行日光浴。
- 花浴:在雨後或清晨，花朵和葉片都會形成大小的水珠，有些小鳥如繡眼畫眉便喜歡在花朵間張開雙翅，讓全身沾滿水珠，再甩動全身羽毛，然後晒乾，完成花浴。

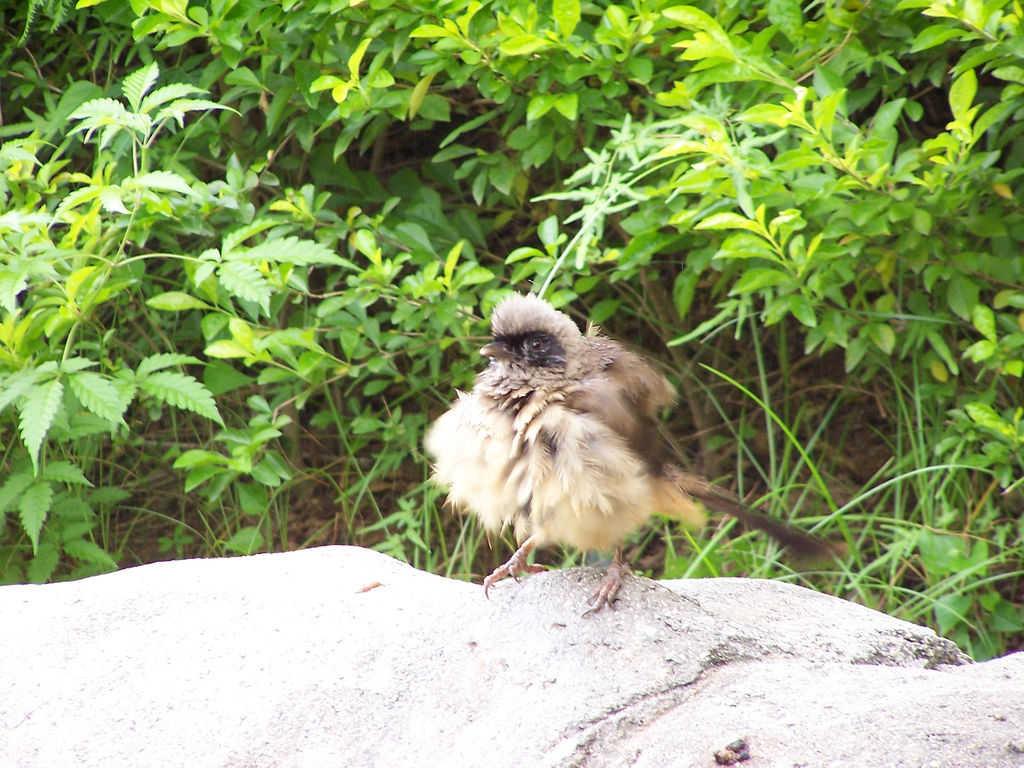
水浴後在整理羽毛的黑臉噪鶥
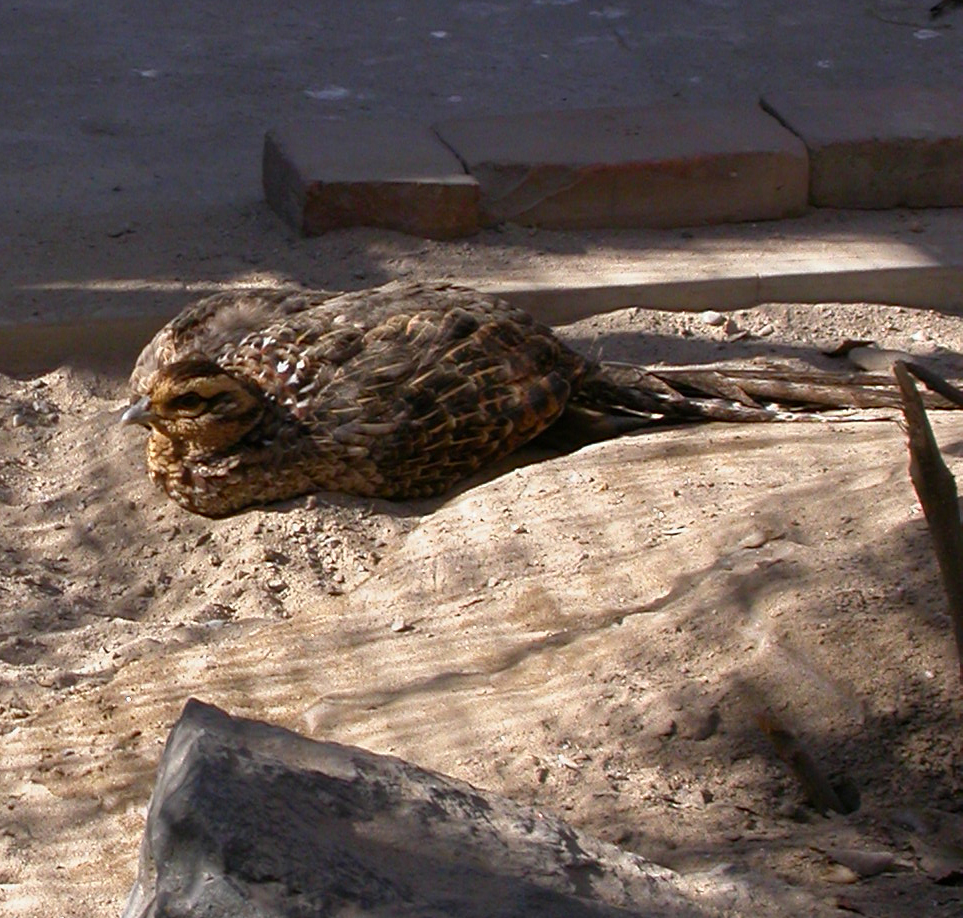
正在进行沙浴的白腹锦鸡雌鸟
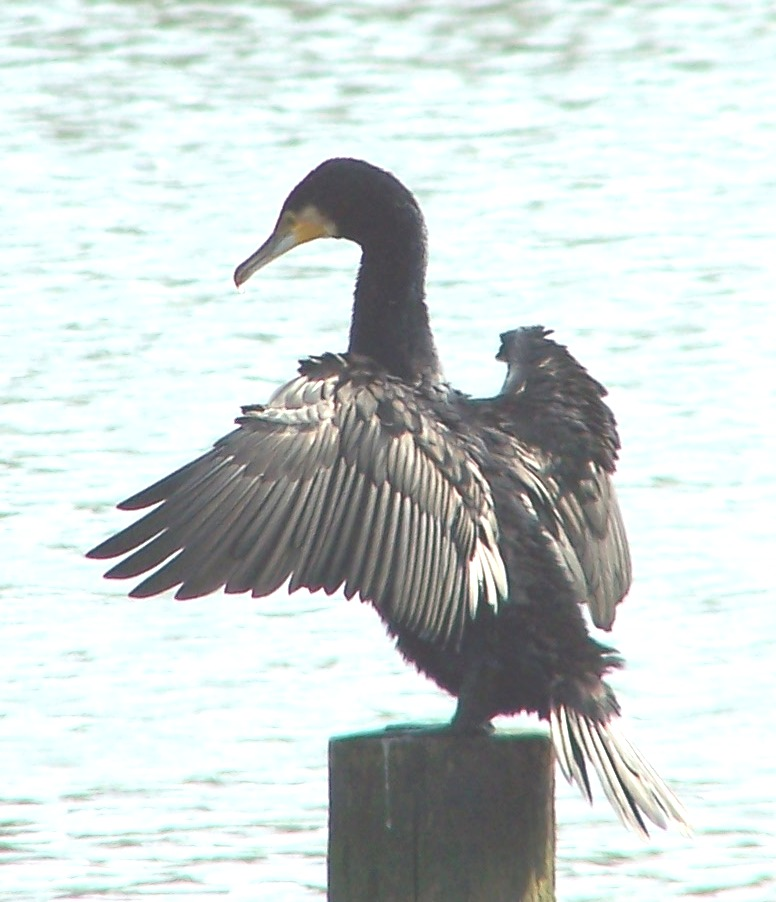
正在进行日光浴的普通鸬鹚
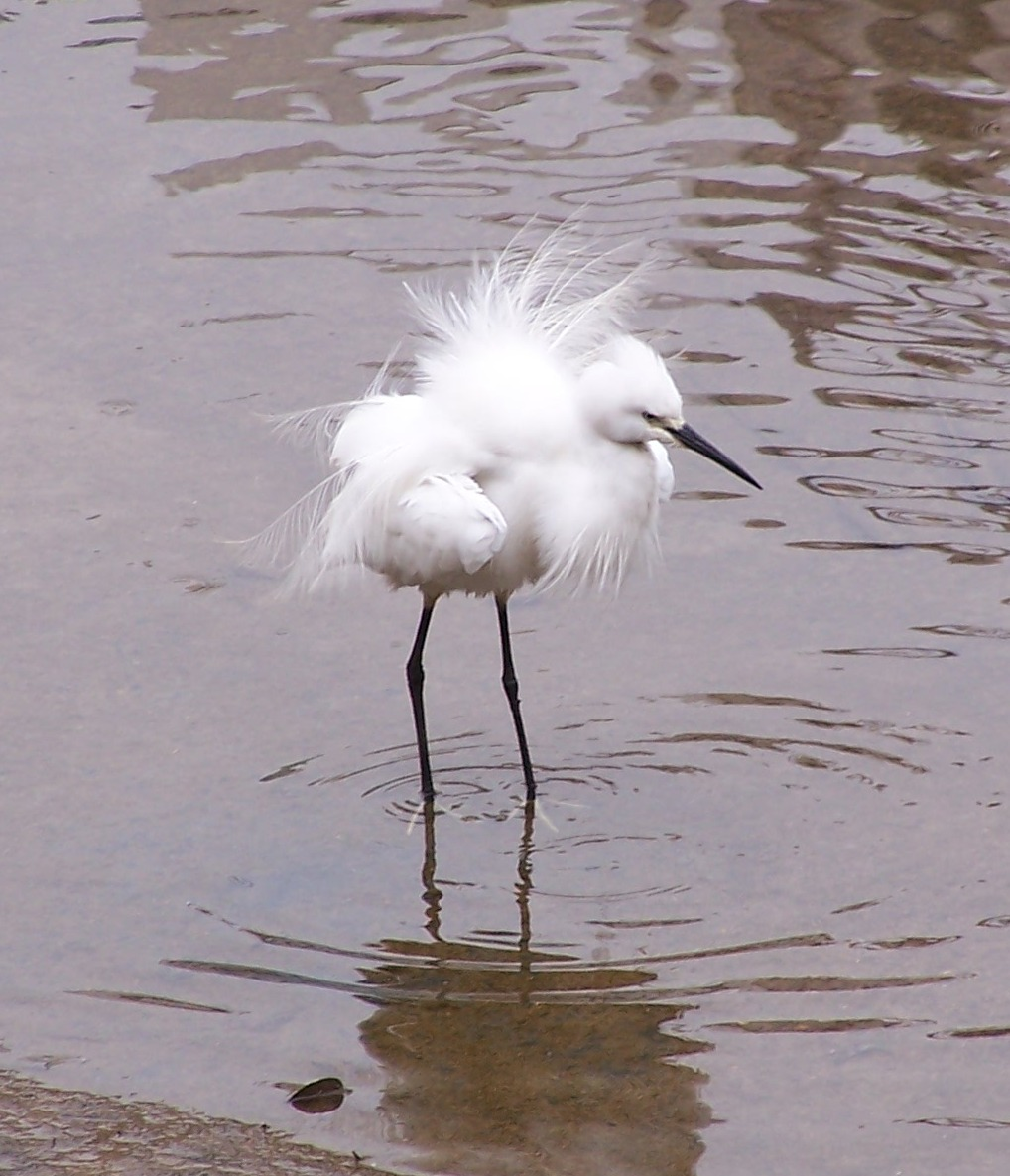
水浴後在整理羽毛的白鷺

## 经济利用

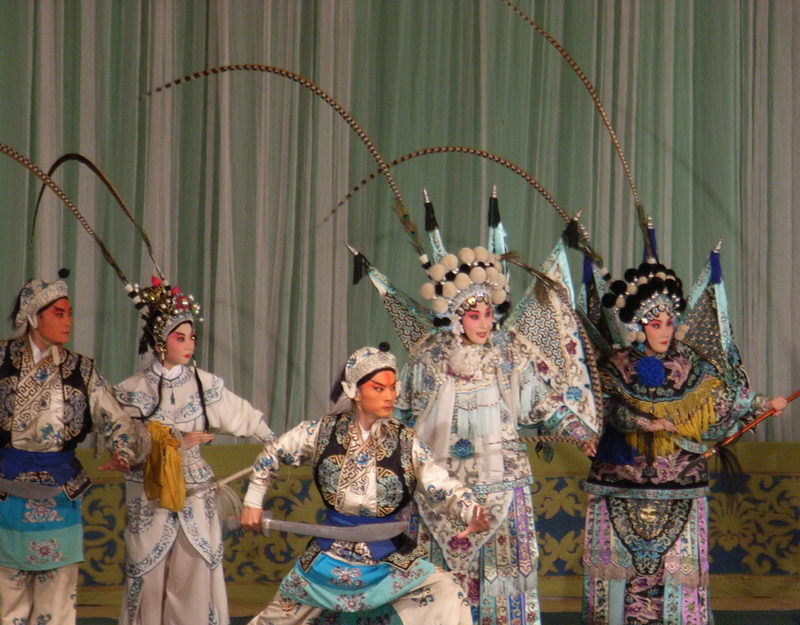
白冠长尾雉的中央尾羽被用来制作京剧演员的头饰

羽毛由于它性质轻软，被用在许多领域。鸵鸟羽毛由于轻飘蓬松被缝在裙边给人一种轻盈感。羽毛球是用鹅毛制成的。京剧演员头冠上的长翎毛是白冠长尾雉的中央尾羽。絨羽可做成保暖的衣物及寢具。